# Elena D'Orgaz
María Elena Delgado y Andrade (Ciudad de México, 20 de diciembre de 1911-ibídem, 28 de diciembre de 1947), conocida como Elena D'Orgaz, fue una actriz mexicana de la Época de Oro del cine mexicano. Murió prematuramente de peritonitis a la edad de 36 años.

## Filmografía selecta
- Sueño de amor (1935)
- El rosario de Amozoc (1938)
- El látigo (1939)
- El signo de la muerte (1939)
- Borrasca humana (1940)
- San Francisco de Asís (1944)
- El capitán Malacara (1945)